# وینر (دهانه)
وینر یک دهانه برخوردی در ماه‌ است.

## دهانه‌های اقماری
این دهانه ۴ دهانه اقماری دارد.
| Wiener | عرض جغرافیایی | طول جغرافیایی | قطر           |
| ------ | ------------- | ------------- | ------------- |
| Q      | ۳۹.۵° N       | ۱۴۵.۰° E      | ۳۰.۰ کیلومتر  |
| H      | ۳۹.۸° N       | ۱۴۹.۹° E      | ۱۷.۰ کیلومتر  |
| K      | ۳۹.۳° N       | ۱۴۷.۸° E      | ۱۰۱.۰ کیلومتر |
| F      | ۴۱.۲° N       | ۱۵۰.۰° E      | ۴۷.۰ کیلومتر  |